# باسم عودة
باسم كمال محمد عودة (16 مارس 1970-)، سياسي مصري وعضو في حزب الحرية والعدالة، وعضو في جماعة الإخوان المسلمين. ووزير التموين بوزارة هشام قنديل منذ الخميس 10 يناير 2013 ضمن تعديلات وزارية شملت 10 وزراء جدد. استقال من الوزارة يوم 4 يوليو 2013 احتجاجاً على الإنقلاب. تم القبض عليه في أحد المصانع في وادي النطرون يوم 13 نوفمبر على ضوء اتهامات بالتحريض على القتل. وقد أودع عودة سجن ملحق المزرعة بمجمع سجون طرة.

## سيرته

### نشأته
ولد عودة في 16 مارس 1970 بدولة الجزائر و نشأ و ترعرع بمحافظة المنوفية. حصل على درجة الدكتوراه في الهندسة من جامعة القاهرة. وأستاذ بقسم الهندسة الحيوية الطبية والمنظومات بكلية الهندسة جامعة القاهرة. واستشاري الهندسة الطبية وتكنولوجيا الرعاية الصحية.

### عمله السياسي
كان عودة أحد المرشحين لأمانة حزب الحرية والعدالة في عام 2011. وكان رئيس ملف الوقود في خطة الرئيس محمد مرسي لمدة 100 يوم خلال الحملة الرئاسية له. كما رأس لجنة الطاقة في حزب الحرية والعدالة. ومقرر لجنة التنمية المحلية بحزب الحرية والعدالة، وعضو الأمانة المركزية للتخطيط والتنمية بالحرية والعدالة وأمين لجنة التخطيط لتنمية بقطاع القاهرة الكبري، ومنسق حملة وطن نظيف علي مستوي الجمهورية بمحافظة الجيزة. عُين عودة وزيراً للتموين والتجارة الداخلية في 5 يناير 2013 في تعديل حكومي. بدلا من أبو زيد محمد أبو زيد، كان عودة أحد أعضاء حزب الحرية والعدالة الذين يخدمون في الحكومة التي يرأسها هشام قنديل. وقد سافر إلى عدد من المحافظات لحل أزمة الوقود خلال العام الماضي، أبرزها سوهاج وكفر الشيخ وعمل على تعميم البطاقة الذكية لصرف المواد التموينية والخبز وأسطوانات غاز البوتوجاز وما شابهها.
استقال هو وأعضاء آخرون في حزب الحرية والعدالة من مناصبهم في 4 يوليو 2013 احتجاجاً على عزل الرئيس المصري السابق محمد مرسي بعد انقلاب 2013 في مصر. وانتهت ولايته رسميًا في 16 يوليو 2013 عندما تم تشكيل الحكومة المؤقتة بقيادة رئيس الوزراء حازم الببلاوي.

## اعتقاله
اعتقلت قوات الأمن المصرية باسم عودة وزير التموين السابق في حكومة الرئيس المعزول محمد مرسي، يوم الثلاثاء 12 نوفمبر 2013، وكان صدر قرار باعتقال عودة بتهمة التحريض على العنف، وهي التهمة التي وجهت للعديد من زعامات الاخوان المسلمين.

### الأحكام التي صدرت ضده
صدر حكم الإعدام الصادر بحقه وعدد من قيادات جماعة الإخوان المسلمين في 19 يونيو 2014، في القضية المعروفة إعلاميًا باسم أحداث مسجد الاستقامة. وقد رفض مفتي الديار المصرية التصديق على الحكم، ولكن المحكمة قررت إعادة عرض أوراقه مرة أخرى عليه.
و صدر ضده حكم بالمؤبد في قضية أخرى. وفي 10 يناير 2019، أصدرت محكمة جنايات الجيزة، المنعقدة بمعهد أمناء الشرطة بطرة، حكما ببراءة كل من باسم عودة ومحمد بديع و 6 آخرين في قضية «أحداث مسجد الاستقامة».
قضت محكمة جنايات القاهرة في 8 أكتوبر 2018 بالسجن المؤبد لمرشد جماعة الإخوان المسلمين السابق محمد بديع، ووزير التموين السابق باسم عودة، و44 آخرين. أيدت محكمة النقض المصرية، الإثنين 14 يونيو 2021، حكم السجن المؤبد في حق وزير التموين السابق باسم عودة ومرشد جماعة الإخوان المسلمين محمد بديع في قضية «فض إعتصام رابعة العدوية».